# Ulaan

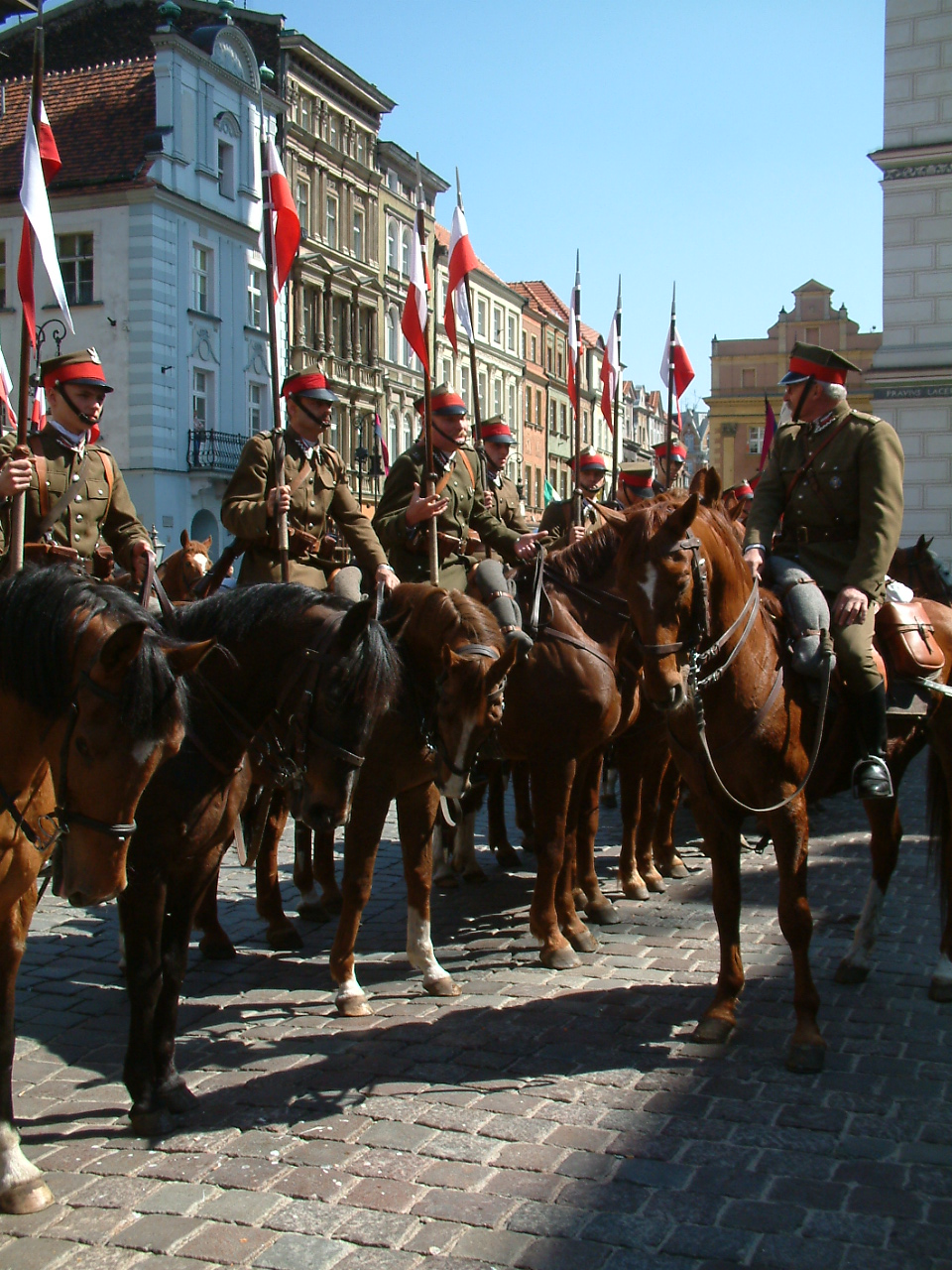
Moderne Poolse ulanen

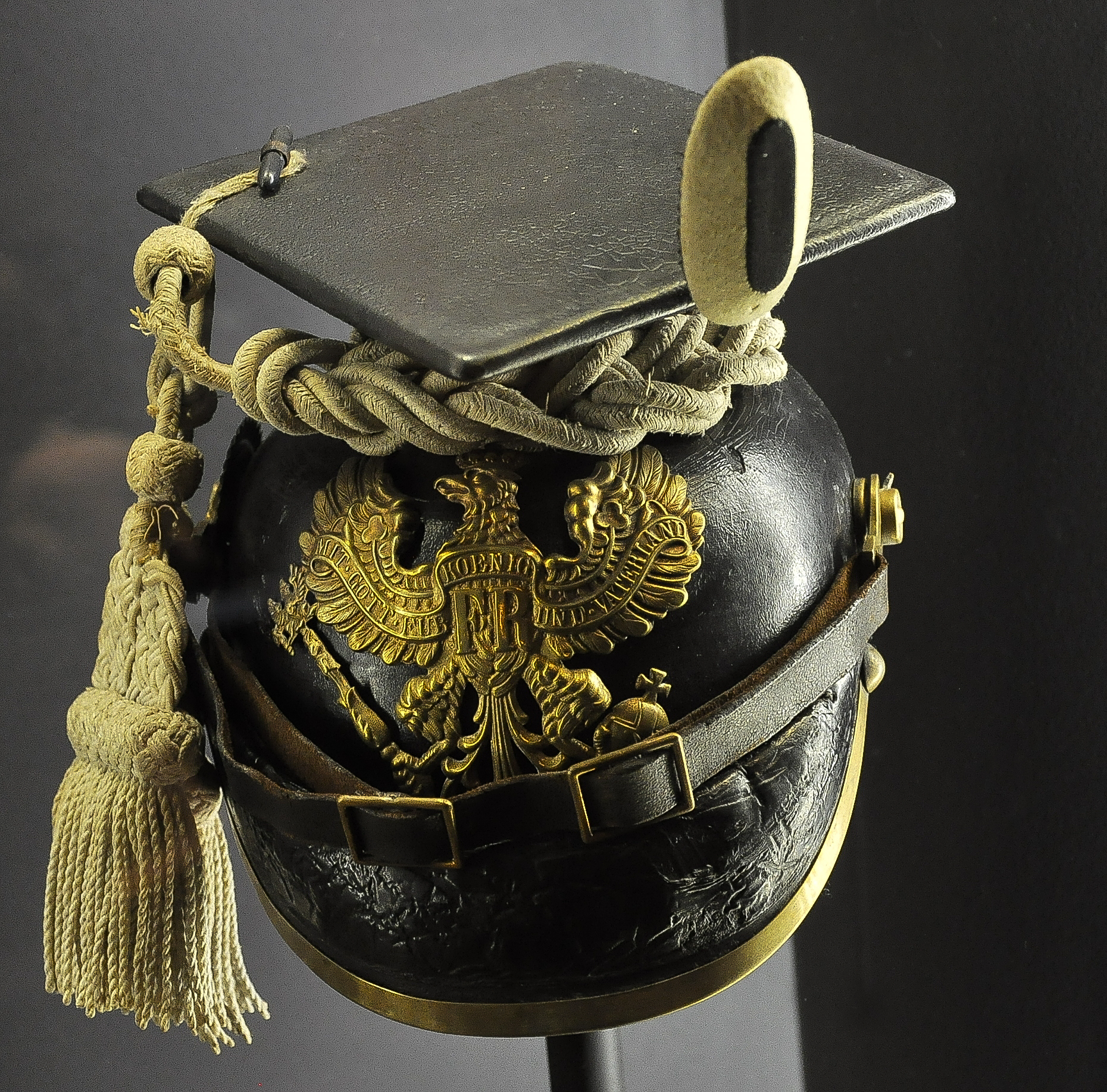
Tschapka van een Duitse ulaan in de Eerste Wereldoorlog

Een ulaan is een lichtbewapende bereden soldaat in enkele Europese legers. Meestal duidt de term op Poolse lansiers, maar oorspronkelijk waren de ulanen Lipka-Tataren, Aziatische ruiters die in de 16e eeuw dienstdeden in het Poolse leger. Het woord is van Turkse oorsprong en verwant met het Turkse oğlan, dat jonge man betekent.

## De 18e eeuw
De Pruisische koning Frederik de Grote (1713-1786) introduceerde het wapen in zijn cavalerie als tegenhanger van de Hongaarse pandoeren en Poolse ruiterij in Saksische dienst, die het zijn troepen tijdens de Oostenrijkse Successieoorlog (1740-1748) lastig maakten. Uit deserteurs (waaronder Bosniërs en kozakken) en Frederiks eigen lagere Poolse adel werden eskadrons cavalerie gevormd die, bewapend met lange lansen, verkenningen en bliksemacties tegen de vijand konden uitvoeren, maar ook bij cavaleriecharges ingezet konden worden. Deze vroege ulanen konden zichzelf echter als zware cavalerie niet echt onderscheiden in de strijd en vervielen al snel tot enkel een decoratieve rol. Geheel in de mode van de tijd werden de lansiers uitgedost in exotische uniformen, compleet met tulbanden, kaftans en wijde Turkse broeken. Zij werden ondergebracht in regimenten huzaren die al grotendeels dezelfde taken hadden en geleidelijk assimileerden de Bosniaken en Towarczys, zoals zij ook genoemd werden, hiermee volkomen.

## Uitmonstering
Pas na het verdrag van Tilsit in 1807 werden opnieuw ulanenregimenten opgesteld in het Pruisische leger, nu echter als onderdeel van de lichte cavalerie met dienovereenkomstige taken - meer gespitst op verkenning en verstoring van de vijand. Deze ontwikkeling was in navolging van hervormingen en uitbreidingen in het Franse leger. Na zijn avontuur in Warschau van 1806 had Napoleon Bonaparte de oprichting bevolen van een regiment Poolse Chevaulégers-Lanciers voor zijn Garde. Zij gingen karakteristieke uniformen dragen, geheel in Poolse stijl, inclusief een kurtka (= kort jasje) en een tschapka (= pet, muts), een hoog hoofddeksel met een vierkante, platte bovenkant. Een tweede regiment (de zgn. 'rode lansiers') werd in 1810 gerekruteerd in de Elzas, in Lotharingen én in Nederland onder de ontbonden gardetroepen van koning Lodewijk Napoleon. In heel Europa vóór en na 1815 werd de stijl overgenomen van de uniformen waarin Napoleons Poolse lansiers gekleed gingen - zo ook de twee Nederlandse regimenten lansiers die tussen 1822 en 1849 waren opgesteld.
De Poolse stijlelementen waren nog volop aanwezig in de ulanen-uniformen van het Duitse Keizerrijk (1871-1918). Het silhouet van het toen gedragen hoofddeksel, de Tschapka, was weliswaar een stuk lager dan in Napoleons dagen, maar behield de vierkante platte bovenkant met daarvan afhangend de typische Fangschnuren, sierkoorden die om de hals gedragen werden en eindigden in grote kwasten op de linker borsthelft van de tuniek. Deze enigszins getailleerde tuniek werd Ulanka genoemd en had de typische biezen onder aan de rand, langs het brede borststuk ("plastron") en de naden van de mouwen, op de rug en als afzetting van de valse zakken op de panden. Vóór 1910 droegen de Pruisische lansiers zwarte broeken en donkerblauwe tunieken met de biezen in een eigen regimentskleur. In de laatste jaren vóór de Eerste Wereldoorlog werden de uniformen uitgevoerd in veldgrijs - met behoud van de voor ieder regiment specifiek gekleurde biezen. Ook de Tschapka kreeg een eigen veldgrijze overtrek.

## De Eerste Wereldoorlog en daarna
Tussen 1914 en 1918 telde het Duitse leger 26 regimenten ulanen (3 garderegimenten, 16 Pruisische, 3 Saksische, 2 Württembergische en 2 Beierse) als afzonderlijke strijdmachten maar de meeste wel als onderdeel van een infanteriedivisie.  Hun opdracht was het verzamelen van informatie en het uitvoeren van bliksemacties. In de slagen bij Halen, Hasselt, Sart-Ribart en Lagarde speelden ulanenregimenten nog een rol, maar toen de oorlog aan het westfront vastliep in loopgraven en prikkeldraad konden de afzonderlijke cavalerie-eskadrons nog slechts bij patrouille- en politiediensten in het achterland worden ingezet. Aan het oostfront was gedurende de Eerste Wereldoorlog meer ruimte voor manoeuvreren, maar na 1918 kwam het Duitse opperbevel tot de slotsom dat er voor de ulanenregimenten geen plaats meer was op het moderne slagveld. Enkele Reiter-Regimenter binnen de Reichswehr en de Wehrmacht hebben zich tot 1945 als drager van de traditie van verscheidene ulanenregimenten gepresenteerd. Binnen de Bundeswehr zijn geen onderdelen te vinden die hun historie op die van de ulanen terugvoeren.

## Reputatie
Duitse ruiterpatrouilles tijdens de Eerste Wereldoorlog werden door Belgische burgers steevast ulanen genoemd, hoewel het evengoed dragonders, huzaren of kurassiers konden zijn. De voor ulanen eertijds karakteristieke stalen lans was in het eerste decennium van de 20e eeuw bij alle cavalerie-onderdelen als wapen ingevoerd - vandaar de verwarring. Hun plotselinge verschijnen en verdwijnen, hun snelle optreden en hun geheimzinnige tactiek veroorzaakten veel angst.
De boeren verafschuwden de Duitse cavaleristen omdat ze zomaar door hun velden reden zonder gestraft te kunnen worden. Erger was dat de ruiters in de voorhoede voor de bevolking het eerste teken waren van de Duitse opmars en dus vaak van bruut geweld. Op sommige plaatsen koelden Duitsers op wie geschoten werd hun woede (die vooral werd aangestoken door het opperbevel met de verhalen over (vermeende) franc-tireurs) op de burgerbevolking met represaillemaatregelen. Inwoners van talloze gemeenten in België ondervonden dit onder andere in Wezet (Visé), Dinant (665 doden), Leuven en Aarschot (150 doden), alsook ook in kleinere gemeenten zoals Tamines en Zemst. In deze gemeente doodden ulanen een tiental mannen, verkrachtten vrouwen en staken huizen in brand. Zemstse getuigen vertelden later dat vele ulanen op dat moment dronken waren. In totaal werden in de maanden augustus en september 1914 5500 Belgische burgers gedood en kerken, officiële gebouwen en huizen in brand gestoken.

## Bekende ulanen
Manfred von Richthofen, de bekende gevechtspiloot (de Rode Baron), zat in een regiment van ulanen van 1911 tot 1915. Tot zijn dood in 1918 is hij de Ulanka van het 1e königlich preußisisches Ulanenregiment Kaiser Alexander III von Rußland (westpreußisches) blijven dragen.